# Província de Salern
La província de Salern  és una província que forma part de la regió de Campània a Itàlia. La seva capital és Salern.
Orientada al sud-oest, pel mar Tirrè, limita al nord-oest amb la ciutat metropolitana de Nàpols, al nord amb la província d'Avellino i l'est amb la província de Potenza, de la Basilicata.
Té una àrea de 4.954,16 km², i una població total de 1.105.272 hab. (2016). Hi ha 158 municipis a la província.